# آيت بنعلي بئر طمط (بئر طمطم)
آيت بنعلي بئر طمط هو دُوَّار يقع بجماعة بئر طم طم، إقليم صفرو، جهة فاس مكناس في المملكة المغربية. ينتمي الدوّار لمشيخة بئر طمطم التي تضم 11 دوار. يقدر عدد سكانه بـ 1445 نسمة حسب الإحصاء الرسمي للسكان والسكنى لسنة 2004.

## وصلات خارجية
- البوابة الوطنية للجماعات الترابية
- المندوبية السامية للتخطيط